# Marienplatz
Marienplatz (letteralmente "piazza di Maria") è la principale piazza di Monaco di Baviera, su cui si affacciano il Neues Rathaus (Municipio nuovo) e l' Altes Rathaus (Municipio Vecchio)

## Storia

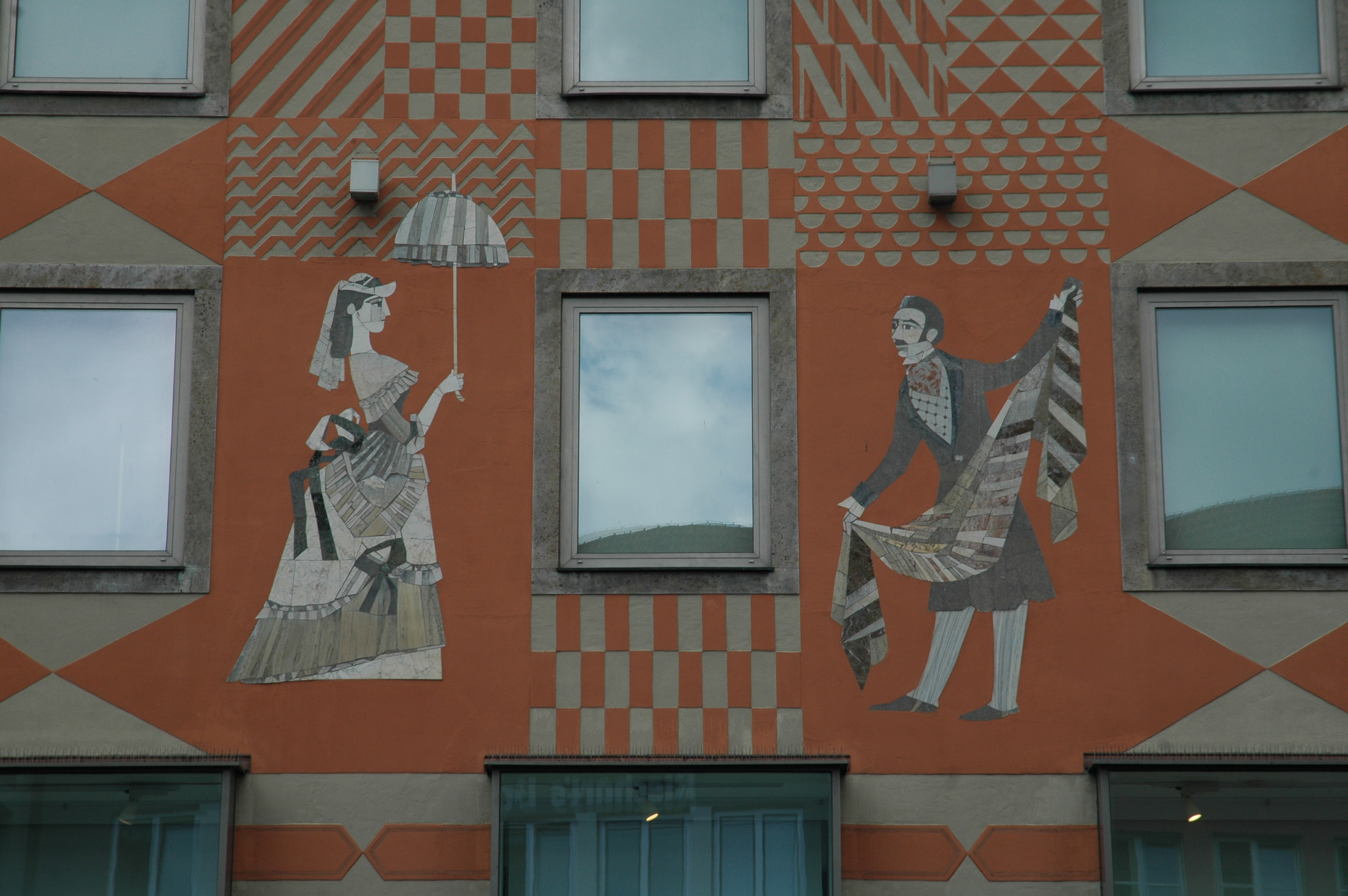
I grandi magazzini Ludwig Beck

La piazza venne concepita nei piani di sistemazione della città voluti da Enrico il Leone nel 1158. Nel 1315 Ludovico il Bavaro concesse alla città il Diritto di Mercato e per secoli questa piazza fu teatro dei maggiori avvenimenti pubblici. Venne sempre denominata Markt mercato, fino al 1807, quando i cittadini di Monaco vi invocarono la vergine Maria affinché li proteggesse da un'epidemia di colera, facendole prendere il nome attuale.
Nel 1638 venne eretta la Mariensäule (Colonna della Vergine), per commemorare la fine dell'invasione svedese, e oggi la piazza è sede del Weihnachtsmarkt (mercatino di Natale), che si tiene nei giorni precedenti il 25 dicembre, nonché del Neues Rathaus, realizzato nel XIX secolo in stile neogotico su progetto dell'architetto austro-tedesco Georg von Hauberrisser e caratterizzato da una torre con orologio che contiene il più grande carillon della Germania e uno dei maggiori del mondo, il Glockenspiel.

## Descrizione
La piazza misura circa 100 metri di lunghezza per 50 di larghezza, e vi si affacciano notevoli monumenti cittadini:
- tutto il lato nord della piazza è occupato dal monumentale Neues Rathaus neogotico;
- il lato est è chiuso dall'Altes Rathaus;
- i lati sud e ovest, pur costituiti da edifici civili, spesso ricostruiti dopo la guerra, lasciano intravedere i grandi monumenti cittadini: a sud la Chiesa di San Pietro dall'alta e affilata guglia in rame, mentre a ovest spuntano i campanili della Frauenkirche;
- al centro della piazza è la barocca Colonna della Vergine e più a est la Fischbrunnen (Fontana del Pesce), costruita tra il 1862 ed il 1865 ad opera di Konrad Knoll. Tuttavia la fontana venne completamente distrutta dai bombardamenti della seconda guerra mondiale e nel 1954 venne affidato a Josef Henselmann il compito di rifarla.

## Trasporti
Marienplatz, trovandosi al centro della città, è ben connessa con il resto dell´area metropolitana e le città limitrofe. La piazza è servita dalla stazione Marienplatz a cui fanno capo due linee della metropolitana (U-Bahn) e il tratto urbano della S-Bahn.